# Světnov
Světnov är en ort i Tjeckien.   Den ligger i regionen Vysočina, i den centrala delen av landet, 120 km öster om huvudstaden Prag. Světnov ligger 603 meter över havet och antalet invånare är 414.
Terrängen runt Světnov är lite kuperad. Runt Světnov är det ganska tätbefolkat, med 160 invånare per kvadratkilometer. Närmaste större samhälle är Žďár nad Sázavou Druhy, 4,0 km söder om Světnov. Omgivningarna runt Světnov är en mosaik av jordbruksmark och naturlig växtlighet.